# Butterfly Theater
El Butterfly Theater fue una sala de cine en Milwaukee, Wisconsin, Estados Unidos, que se inauguró el 2 de septiembre de 1911. La sala tenía 1500 asientos y poseía un órgano de tubos de 10 000 dólares (equivalente a $ 327000 actuales). La fachada estaba adornada por la escultura de una mariposa de 27 pies (8,2 m) de ancho que estaba iluminada por 1000 bombillas. La sala tenía suelos de mármol, canarios en jaulas doradas, candelabros de cristal y una escalera con espejos.
El terreno utilizado para la sala fue el antiguo emplazamiento de dos salas de cine Nickelodeon. Las salas fueron demolidas y el Butterfly Theater se construyó en el lugar y funcionó desde 1911 hasta 1930. La sala pretendía ser casi a prueba de fuego. El Butterfly Theater fue demolido en 1930 y el Warner Movie Palace abrió en el lugar en 1931.

## Historia

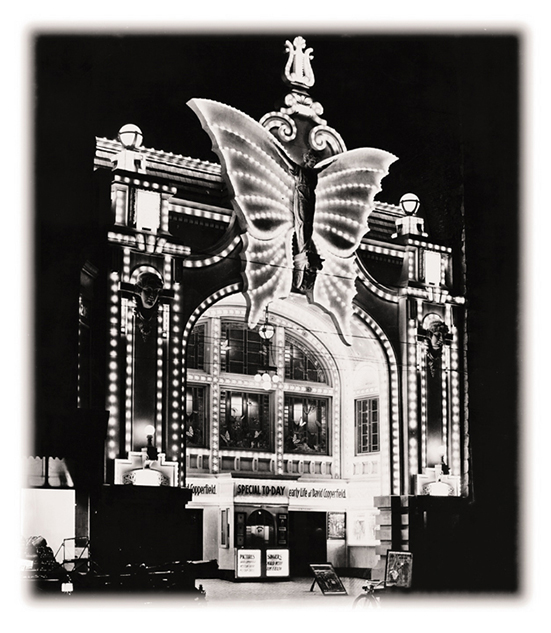
Butterfly Theater en la noche de 1911. En la cartelera The Early Life of David Copperfield, publicada el 17 de octubre de 1911.

La sala de cine fue construida por Otto Meister e inaugurada el 2 de septiembre de 1911; se hizo conocida a nivel nacional. La sala de cine abrió para 1500 personas y proyectó varias películas. La noche del estreno tocó una orquesta de seis integrantes y los hermanos Loos cantaron un dúo llamado «My Hula Hula Love».
El permiso de construcción se emitió el 7 de mayo de 1911 y la empresa Milwaukee Wrecking comenzó a demoler los edificios del lote. El terreno fue el sitio de dos teatros Nickelodeon. Meister se asoció con John R. Freuler para crear la Central Amusement Company que controlaba el Butterfly Theatre y también las salas Vaudette, Atlas y Climax.
En julio de 1911 se inició la construcción de la estructura de acero del edificio que estaba en Grand Avenue entre las calles Segunda y Tercera. El Milwaukee Sentinel informó que el edificio sería casi a prueba de fuego y el costo de la protección contra incendios fue de 10 000 dólares (327000). Uno de los reclamos publicitarios era que el aire de la sala «cambiaba completamente cada 3 minutos». Una de las razones por las que algunos espectadores temían el aire estancado era la preocupación por la tuberculosis. En los Estados Unidos, la tuberculosis también era conocida con el nombre de consumption y fue la enfermedad que mató a más personas que cualquier otra entre 1800 y 1922 en las zonas urbanas.
La entrada a la sala de cine costaba 10 centavos (equivalente a $3 actualmente) y la misma tenía una capacidad de 1500 butacas. En ese momento, los cines cobraban regularmente cinco centavos por la entrada, pero el Butterfly mantuvo su precio en 10 centavos. Durante la Primera Guerra Mundial, el Butterfly elevaró su precio a 25 centavos (equivalente a $5 actualmente).
El arquitecto registrado fue August Willmanns. Willmanns seleccionó adornos teatrales y artículos decorativos de yeso prefabricados a partir de un catálogo. En aquella época, muchas empresas ofrecían piezas decorativas de yeso para interiores y fachadas de edificios confeccionadas. El costo de construcción fue de US$ 200 000 (6540000). La sala de cine contrató a un portero que dijo que era el actor y boxeador ganador del Óscar Victor McLaglen, pero que era un impostor. Victor McLaglen expuso al hombre como un fraude y reveló que el hombre era en realidad su hermano, Leopold McLaglen.
En 1929, se incendió una película en la sala de proyección de la sala de cine. Los espectadores del cine tuvieron que evacuar el lugar porque se vio humo saliendo de las ventanas. El operador de la película evitó que el fuego se propagara el tiempo suficiente para que llegaran los bomberos y lo detuvieran. En diciembre de 1929, Warner Bros. negoció la compra del Butterfly Theatre y otros edificios en el sitio. Planeaban construir un edificio de 10 a 12 pisos con capacidad para 2500 asientos. En enero de 1929, se confirmó que el Butterfly se había vendido y que sería demolido para dar paso a un teatro y hotel de US$3 000 000 (equivalente a US$54717131 en la actualidad). En febrero de 1930, los trabajadores comenzaron a demoler el Butterfly Theater. La sala de cine fue demolida en 1930 y el Warner Theatre se construyó e inauguró en el lugar en 1931.

## Descripción
La fachada de la sala de cine presentaba una mariposa de terracota con 1000 bombillas. La mariposa medía 27 pies (8,2 m) de ancho y en el centro de la mariposa estaba el cuerpo de una mujer. La fachada contaba con un total de 3.000 bombillas. Muchos de los elementos decorativos, incluida la mariposa, se encargaron ya hechos. La mariposa fue vista en un catálogo de Decorators Supply Company. Una empresa de Chicago suministró elementos decorativos y artículos de terracota.
Los asientos estaban tapizados en cuero. En el piso principal había 25 palcos. El interior tenía suelos de mármol y canarios en jaulas doradas. Había candelabros de cristal y una escalera con espejos. La sala de cine tenía un órgano de tubos de 10 000 dólares (327000) con orquesta y cantantes de ópera. La Sra. Margaret L. Battin de Milwaukee era la organista.

## Galería

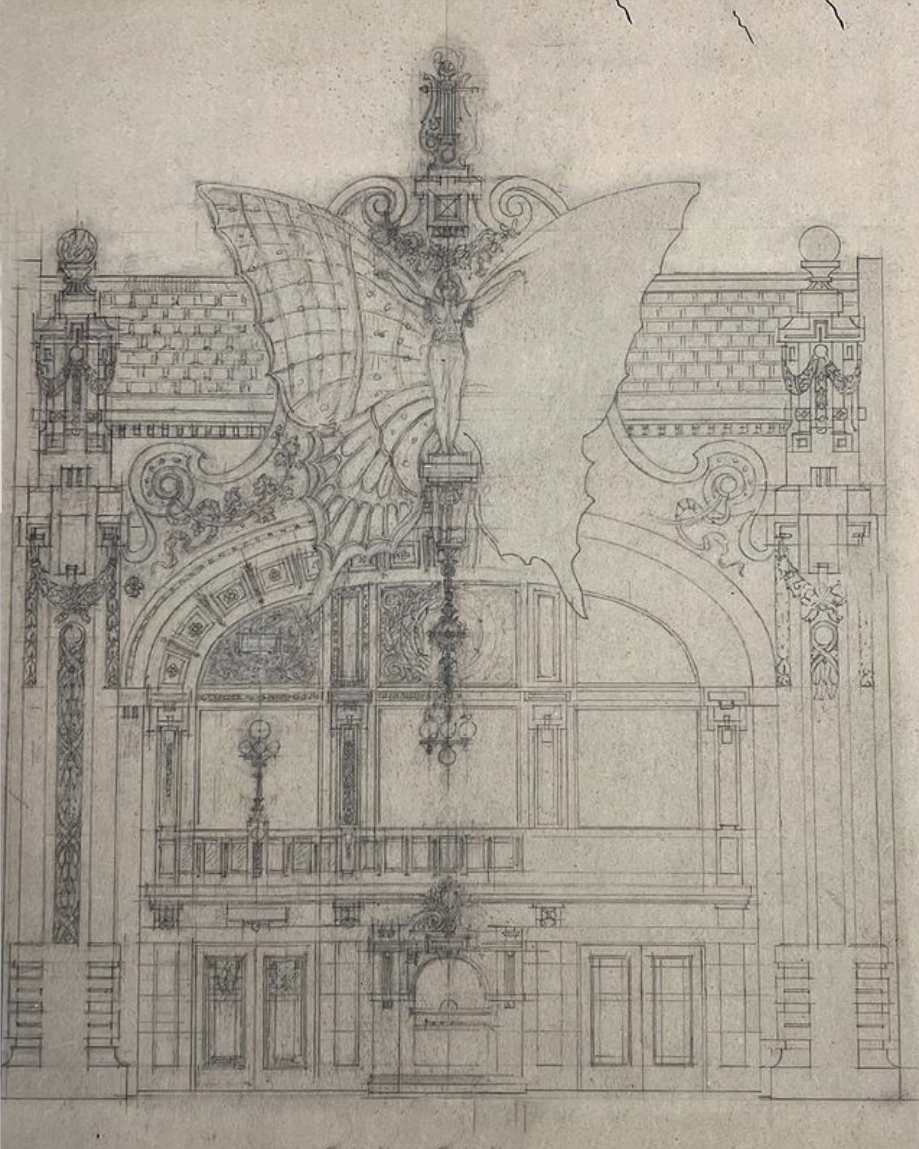
Dibujo arquitectónico de alzado frontal del Butterfly Theater 1911
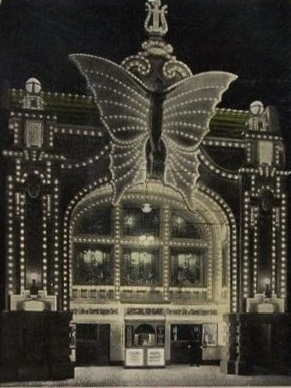
Butterfly Theater (1912)
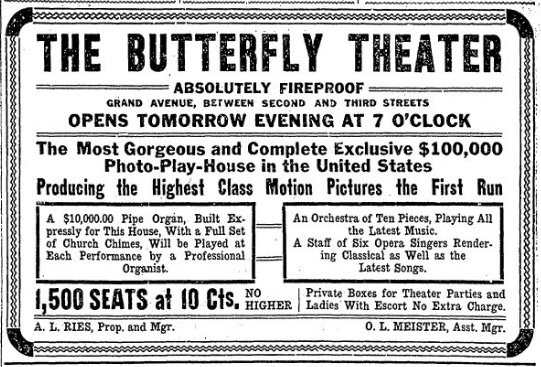
Anuncio del Butterfly Theatre Milwaukee Sentinel 1 de septiembre de 1911
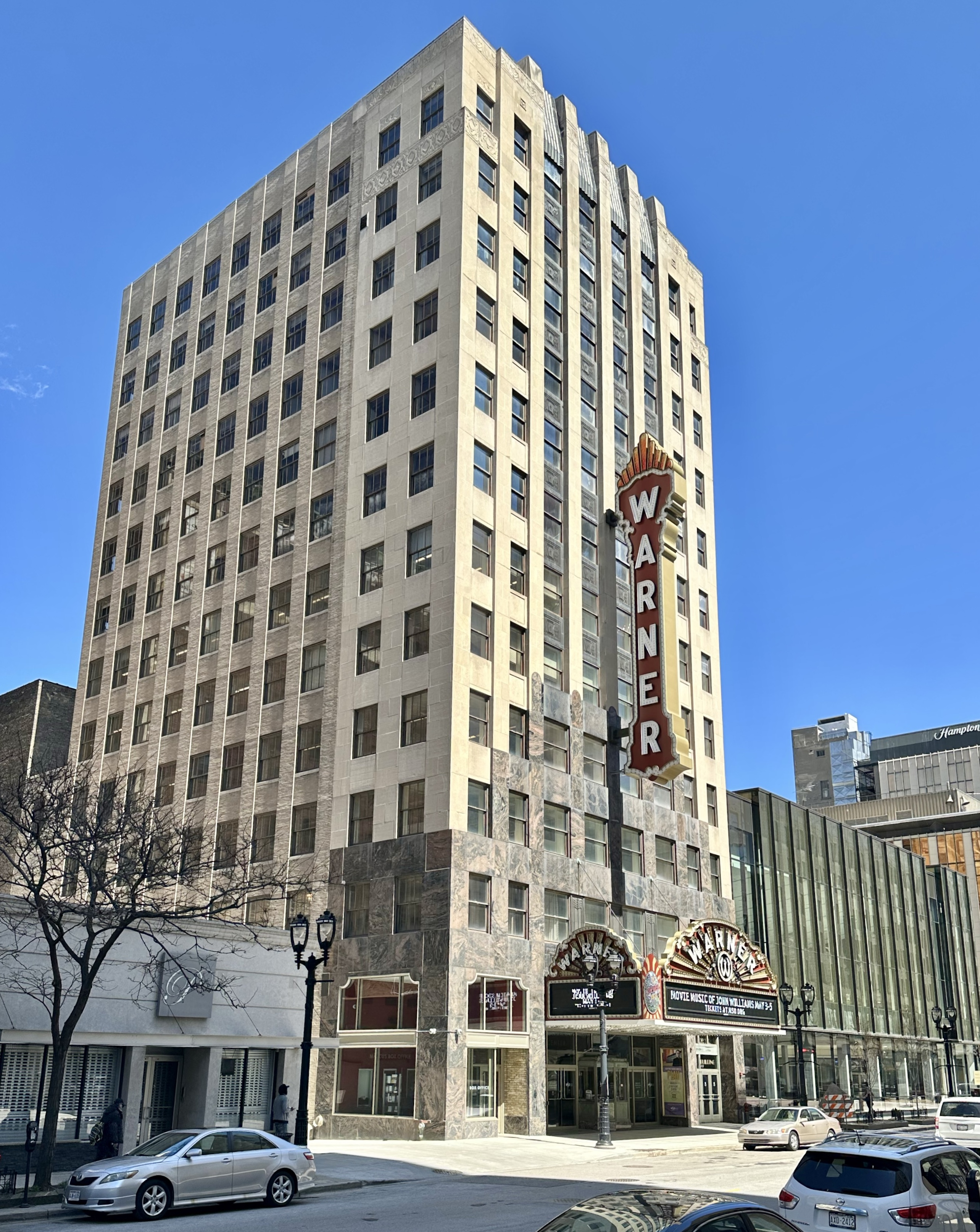
Warner Grand Theater (Milwaukee) en el sitio del Butterfly Theater
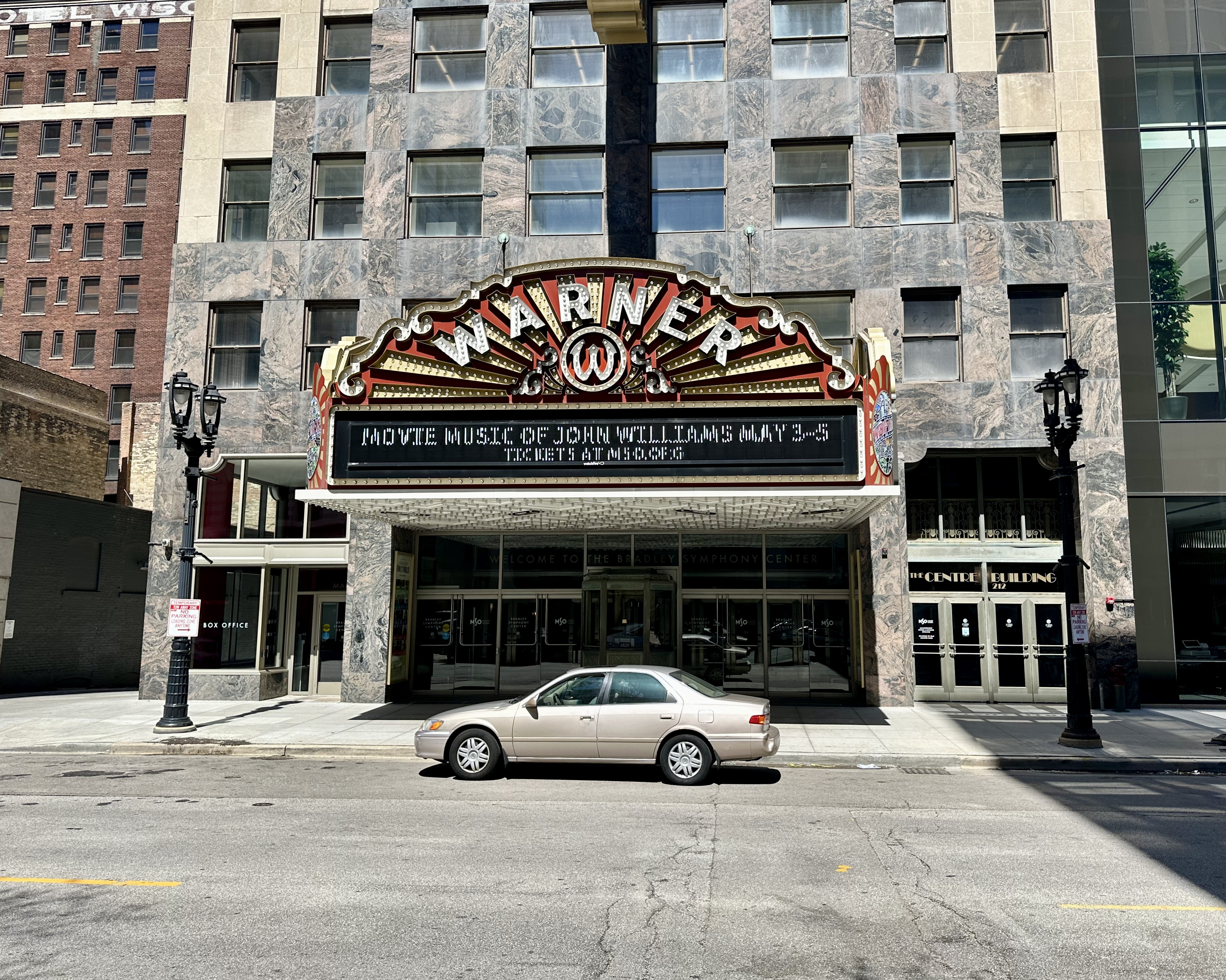
Warner Grand Theater (Milwaukee) frente a la Avenida Wisconsin